# Bukoveț, Montana
Bukoveț (în bulgară Буковец) este un sat în comuna Brusarți, regiunea Montana,  Bulgaria. 

## Demografie
Componența etnică a satului Bukoveț
     Bulgari (96,15%)
     Nicio identificare (3,84%)
     Altele (0%)
La recensământul din 2011, populația satului Bukoveț era de 182 locuitori. Din punct de vedere etnic, majoritatea locuitorilor (96,15%) erau bulgari. Pentru 3,84% din locuitori nu este cunoscută apartenența etnică.